# آمبوهیترومبی (تسیروآنوماندیدی)
آمبوهیترومبی (انگلیسی: Ambohitromby, Fenoarivobe) یک شهرک در ماداگاسکار است.